# Exocentrus kuluensis
Exocentrus kuluensis là một loài bọ cánh cứng trong họ Cerambycidae.